# Петелин, Фома-Дружина Пантелеевич
Фома-Дружина Пантелеевич Петелин — государственный деятель и дипломат Московского царства эпохи правления Ивана Грозного и Фёдора Ивановича. Вероятно, принадлежал к дворянскому роду, однако его точная генеалогия не установлена. Отмечено, что нецерковное (внутрисемейное) имя "Дружина" часто встречалось среди дьяков и подьячих. 

## Служба
Впервые упоминается 28 апреля 1576 года в качестве дьяка в свите Ивана Грозного во время похода царя на берег Оки в Калугу . Оставался дворцовым дьяком по крайней мере до 1579 года. В январе 1578 года он присутствовал на дипломатическом обеде с людьми из посольства Станислава Крийского, Николая Сапеги и Фёдора Скумина.
В 1579 году он, в числе приказных людей, находился при государе в походе его в Новгород, а в следующем году, вместе с государевыми послами, ездил в Вильну для переговоров с уполномоченными Стефана Батория о перемирии. В 1582 году Фома-Дружина Петелин находился при русских уполномоченных, назначенных для заключения мира со шведами, а через два года с боярином Фёдором Троекуровым и думным дворянином Безниным ездил в Варшаву для заключения мира с Стефаном Баторием. Наконец, в 1590 г. с думным дворянином Игнатием Татищевым назначен был уполномоченным с русской стороны для заключения перемирия со шведами.